# Somewhere but yesterday
Somewhere but yesterday is het tweede studioalbum van Citizen Cain. Ten opzichte van het debuutalbum Serpents in camouflage is een groot deel van de band vernieuwd. Alleen Cyrus en Bell zijn overgebleven. De invloeden van Marillion en Genesis zijn aanzienlijk naar de achtergrond verdwenen, maar steken af en toe de kop op, tot aan regelrechte overgenomen ritmische motieven aan toe. 

## Musici
- Cyrus – zang (en leverancier van teksten)
- Alsistair MacGregor – gitaar
- Andy Gilmour – basgitaar
- Stewart Bell – toetsinstrumenten
- Nick Arkless – slagwerk

## Muziek
De muziek is van de band als geheel

| Nr. | Titel                           | Duur  |
| --- | ------------------------------- | ----- |
| 1.  | Jonny had another face          | 10:33 |
| 2.  | Junk and donuts                 | 9:19  |
| 3.  | To dance the enamel-faced queen | 9:22  |
| 4.  | Somewhere but yesterday         | 26:45 |
| 5.  | Strange barbarians              | 11:49 |